# Bucket & Skinner's Epic Adventures
Bucket & Skinner's Epic Adventures  é uma série de televisão estadunidense da Nickelodeon que estreou nos Estados Unidos no dia 1 de junho de 2011, no Brasil em 1 de setembro de 2012 na Nickelodeon e em Portugal, em 10 de setembro de 2012 também no Nickelodeon.
A série é exibida pela Rede Bandeirantes esporadicamente como tapa-buraco ou em horários vagos.

## História
A série acompanha dois amigos da cidade fictícia de Bluffs California Pacific. Muitas vezes, os meninos agem muito esporadicamente levando-os a múltiplos conflitos.

## Elenco e Personagens

### Elenco principal
- Bucket (Taylor Gray) - Bucket é um calouro na escola. Ele passa seu tempo surfando e tentar impressionar Kelly, sua paixão. Seu principal concorrente pela afeição de Kelly é Aloe. Bucket não gosta do Aloe porque ele cortou sua prancha quando ele tinha cinco anos. Ele é sobrinho do Three Pieces's. Bucket é inteligente e sempre procura ser calmo e racional em tudo.

- Skinner (Dillon Lane) - Skinner é o melhor amigo de Bucket e um ávido surfista. Ele não é muito brilhante e seu desejo de aventuras épicas colocam os dois em situações difíceis. Skinner é muito alegre, e sempre tenta se divertir mesmo em situações ruins.
- Kelly Peckinpaw (Ashley Argota) - Kelly é uma grande surfista. Ela trabalha a tempo parcial em uma loja de surf e é o objeto das afeições de Bucket. No entanto, ela não pareceu notar. Também no episódio "Trabalhos Épicos", ela estava trabalhando como salva-vidas júnior com Aloe. Nao gosta muito de Aloe, pois ele é arrogante e egocêntrico.

- Piper Peckinpaw (Tiffany Espensen) - Piper é a irmã inteligente de Kelly é mais jovem. Ela usa sua inteligência para conseguir o que quer por surgir com vários planos. Ela tem uma queda por Skinner. Ela também ajuda Três Peças (tio de Bucket e dono da loja de pranchas de surf) com muitos de seus problemas.

- Aloe (Glenn McCuen) - Aloe é o arqui-rival de Bucket, e antagonista principal do show. Ele usa seu dinheiro e popularidade para envergonhar Bucket e Skinner sempre que ele tem a chance. Ele é quase sempre acompanhado por um estudante chamado Sven. Aloe parece gostar de dança da fita, como mostrado em "Dançarinos Épicos". Ele tem um irmão de 8 anos como mencionado no "Garotas Épicas". Aloe é egocêntrico e orgulhoso, e varias garotas bonitas não gostam da atitude dele.
- Três Peças (George Back) - Three Pieces é tio de Bucket e proprietário da loja de surf local. Ele é um homem grande e está sempre tentando impressionar as damas. No episódio "Dançarinos Épicos", ele revelou que tem esse apelido depois de surfar uma onda grande e sua prancha quebrar em três pedaços. Ele é amigo de todos os amigos do Bucket. Em "Músicos Épicos" foi mostrado que ele é um grande cantor.

### Elenco Recorrente
- Sven (D.C. Cody) - Sven é o melhor amigo do Aloe. Ele não é muito brilhante e, possivelmente, muito mais agradável do que Aloe, mas faz tudo o que ele lhe pede, incluindo envergonhar Bucket e Skinner. Sven sempre é exagerado quando algo acontece com Aloe, sejam ruins ou boas.